# Casona de Cirieño
La casona de Cirieño está situada en el concejo asturiano de Amieva.
La casona es de origen renacentista de los siglos XV - XVI. Es un edificio de bloque compacto rectangular, al que se le ha ido arrimado posteriores construcciones. Su fachada no está ordenada, presentando un carácter libre en la disposición de los elementos. En el piso superior se abre en balcón con los restos de los apoyos de los voladizos, franqueados por dos ventanas cuadradas. 
Hoy en día la casa hace las veces de granero y está en estado de total abandono.
- Datos: Q8342070